# Burg Müneck
Die Burg Müneck ist eine abgegangene Höhenburg aus Graben- und Wallresten oberhalb von Breitenholz, einem Ortsteil von Ammerbuch, im Landkreis Tübingen (Baden-Württemberg).

## Geografische Lage
Die einstigen Burg Müneck befindet sich am Südrand des Schönbuchs, der dort steil zum Ammertal abfällt. Sie liegt auf einer Bergkuppe auf einer Höhe von 543,1 m ü. NN ostnordöstlich oberhalb von Breitenholz. In Richtung Nordosten fällt das Gelände allmählich zum Großen Goldersbach ab, dem rechten Quellbach des Goldersbachs, und nach Süden und Westen scharf zum kleinen Käsbach, einem nördlichen Ammer-Zufluss. Diese Lage der Burg eröffnete eine weite Sicht nach Süden und Westen und ermöglichte Blickkontakt zu benachbarten Burgen. Der Berg und somit das einstige Burggelände sind Teil des 459 ha großen und seit 2000 bestehenden Naturschutzgebiets Schönbuch-Westhang/Ammerbuch.

## Baubestand

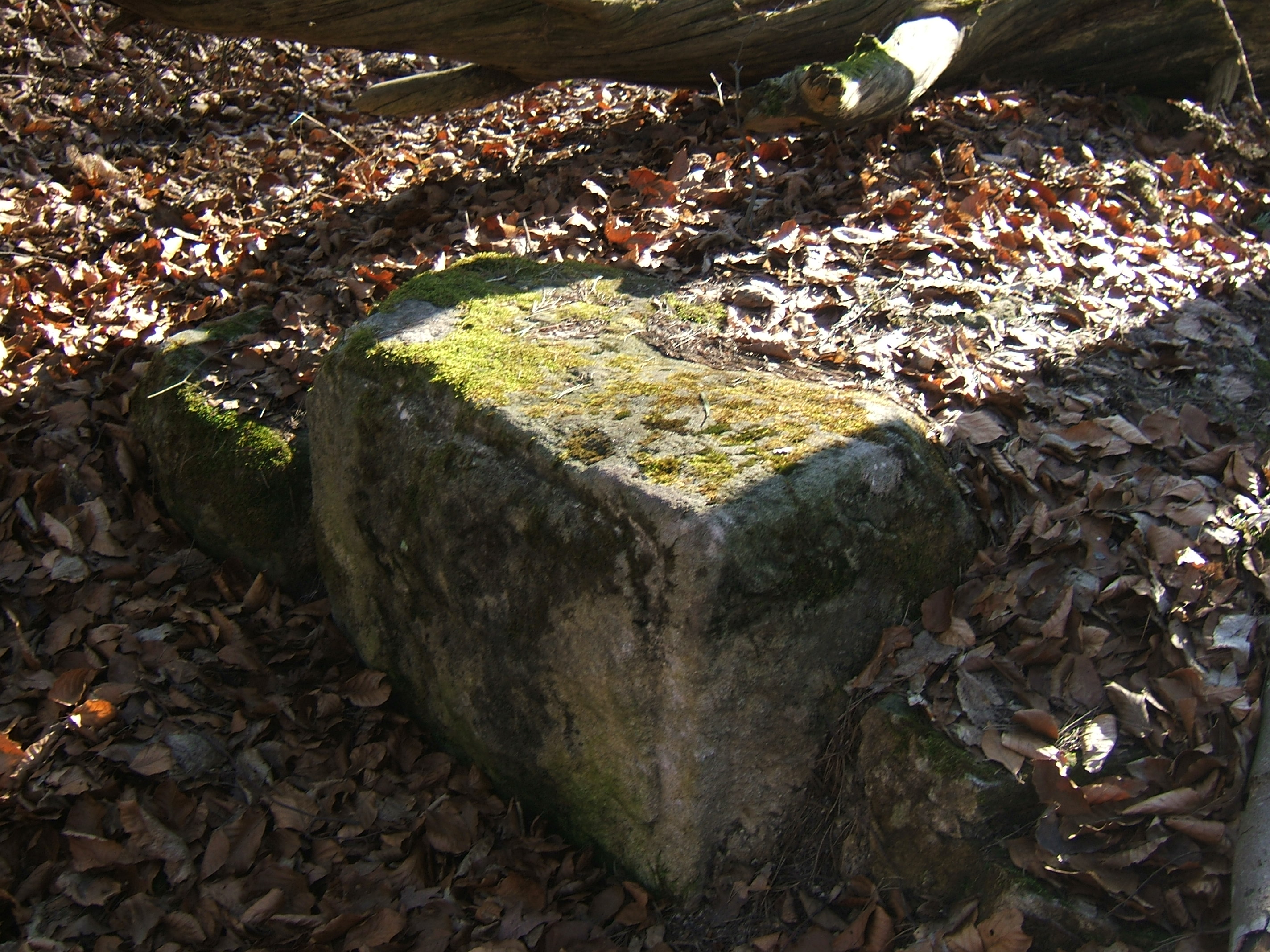
Behauene Steine im Bereich der Kernburg

Von der ehemaligen Burg Müneck sind Reste einer Graben-Wall-Anlage erhalten, die eine Kernburg umgeben, deren Plateau ungefähr die ursprüngliche Größe erkennen lässt. Der Graben erreicht eine Tiefe von über zehn Metern. Am tiefsten ist er Richtung Norden und Osten, wo die Bergkuppe, auf der sich die Burg befindet, nur sanft abfällt. Insbesondere Richtung Süden und Westen ist der Graben durch einen vorgelagerten Wall verstärkt. Wehrmauern oder Gebäude sind nicht erhalten. Gebäudegrundrisse sind nicht mehr rekonstruierbar, lediglich die Fundamente einer Mauer lassen sich erahnen. Verbliebene Reste der Anlage sind lediglich einzelne herumliegende behauene Steine.

## Geschichte

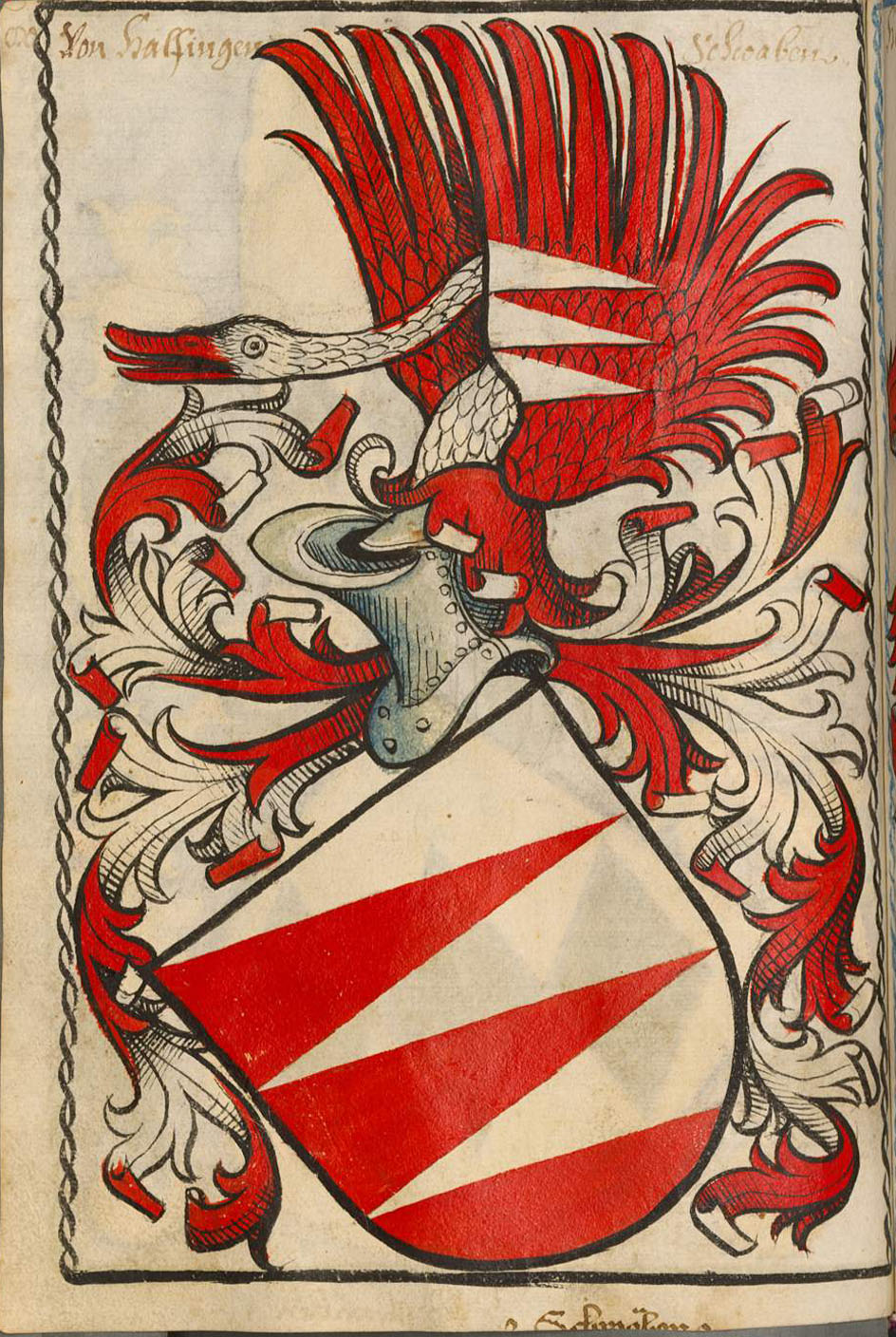
Wappen der Herren von Hailfingen

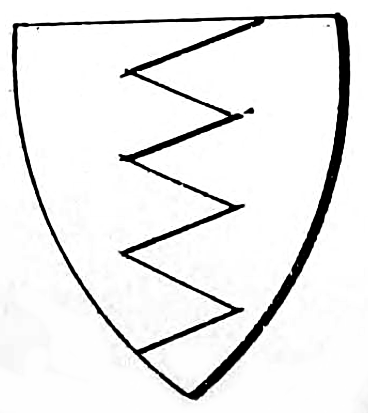
Wappen derer von Mugeneck (Müneck) nach Siebmacher

Die Burg wurde im 11. und 12. Jahrhundert von den Herren von Müneck, einer Nebenlinie der Herren von Hailfingen, Gefolgsleuten der Pfalzgrafen von Tübingen, als Schutz- und Trutzburg erbaut. Im Jahr 1259 wurde die Burg erstmals schriftlich erwähnt, als Ritter Hugo von Müneck einen Hof an das Kloster Kirchberg verkaufte. Hugo bezeichnete sich dabei ausdrücklich als Ministeriale des Grafen Rudolf von Tübingen, der auch die Urkunde für ihn ausstellte. Im Jahre 1270 erschien Ritter Hugo erneut als Zeuge für Graf Rudolf zusammen mit einem Arnold von Müneck. Danach taucht er erst wieder 1291/92 als Zeuge auf. Der seit 1286 genannte Heinrich von Müneck dürfte wohl ein Sohn Hugos gewesen sein.
Bereits in der folgenden Generation begann offenbar der Ausverkauf des Münecker Besitzes. Im Jahr 1330 verkauften die Schwestern Gere, Gute und Adelheid von Müneck eine leibeigene Frau von Entringen um 10 lb. hlr. an das Kloster Bebenhausen, wobei ihr Bruder Heinrich bürgte. Im selben Jahr hat Heinrich zusammen mit Renhard von Altingen gewisse Güter an die Herren von Hailfingen verkauft. Diese lagen in Entringen und Breitenholz und kamen 1338/40 an Bebenhausen. Im Jahr 1336 verkaufte Heinrich, der sich als Edelknecht bezeichnete, einen Hellerzins aus seinen Gütern zu Breitenholz um 19 lb. hlr. an das Kloster Kirchberg, wobei auch sein gleichnamiger Sohn erwähnt wird. Bereits ein Jahr später verkaufte Heinrich zusammen mit seiner Gemahlin Sophie von Neuneck seine Güter in Breitenholz und Entringen um 320 Ib. hlr. an die Herter von Dußlingen, was vom Grafen von Tübingen 1338 bestätigt wurde.
Der restliche Münecker Besitz dürfte an Heinz von Hailfingen gekommen sein, denn dieser verkaufte 1364 seinen Anteil an Breitenholz und Müneck ebenfalls an die Herter. Letzter Münecker dürfte jener Albrecht gewesen sein, der 1373/83 als Chorherr zu Sindelfingen bzw. Kirchherr zu Altingen genannt wird. Die Burg fand in der Folge offensichtlich keine Verwendung mehr, so dass sie nach und nach verfiel und als Steinbruch verwendet wurde.
Das Gelände rund um die Burg war im 19. Jahrhundert vorübergehend in staatlichem Besitz, bis es 1823 die Gemeinde vom Staat kaufte.

## Archäologie
Der Burgenforscher Konrad Albert Koch untersuchte die Ruine 1924 in einer archäologischen Grabung und veröffentlichte die Grabungsergebnisse 1925 in den Blättern des Schwäbischen Albvereins.

## Etymologie
Der Name ihrer Burg wurde bei der Ersterwähnung 1270 Mugineke geschrieben. Ähnliche Schreibweisen gab es 1286, 1298 und 1304), außerdem Mu(e)ienegge (1293), Mönegge (1301) oder Muienegg (1308). Das Bestimmungswort Mugin- ist ungedeutet; -eck deutet auf die Lage.

## Wappen
Das Wappen der niederadeligen Herren von Müneck besteht in den von 1301, 1307 und 1330 erhaltenen Siegeln aus drei oder vier rechts oder links gekehrten Spitzen im Schild.

## Wichtige Vertreter des Geschlechts
- Ritter Hugo von Müneck war ein Ministeriale des Grafen Rudolf von Tübingen, dem Sohn eines Pfalzgrafen von Tübingen.
- Heinrich von Müneck war um 1286 ein Edelknecht (servus nobilis) vermutlich aus dem Hause derer von Hailfingen (Edelknecht).